# Hendrik Scherpenhuijzen
Hendrik Scherpenhuijzen (Róterdam, 3 de abril de 1882-Amersfoort, 28 de junio de 1971) fue un deportista neerlandés que compitió en esgrima, especialista en la modalidad de sable. Participó en los Juegos Olímpicos de París 1924, obteniendo una medalla de bronce en la prueba por equipos.

## Palmarés internacional
| Juegos Olímpicos | Juegos Olímpicos | Juegos Olímpicos  | Juegos Olímpicos  |
| Año              | Lugar            | Medalla           | Prueba            |
| ---------------- | ---------------- | ----------------- | ----------------- |
| 1924             | París (Francia)  | Medalla de bronce | Sable por equipos |